# Bootstrapping (electrónica)
En el campo de la electrónica, un circuito bootstrap es aquel en el que parte de la salida de una etapa del amplificador se aplica a la entrada, para alterar la impedancia de entrada del amplificador. Cuando se aplica deliberadamente, la intención suele ser aumentar en lugar de disminuir la impedancia. Generalmente, cualquier técnica en la que se utilice parte de la salida de un sistema al inicio se describe como bootstrapping.
En el dominio de los circuitos MOSFET, el bootstrapping se usa comúnmente para levantar el punto de operación de un transistor por encima del riel de la fuente de alimentación. El mismo término se ha utilizado de forma algo más general para alterar dinámicamente el punto de funcionamiento de un amplificador operacional (cambiando su riel de suministro positivo y negativo) para aumentar su oscilación de voltaje de salida (en relación con la tierra del circuito). En el sentido utilizado en este párrafo, hacer bootstrapping a un amplificador operacional significa "usar una señal para impulsar el punto de referencia de las fuentes de alimentación del amplificador operacional". Un uso más sofisticado de esta técnica de bootstrapping, es alterar la característica C/V no lineal de las entradas de un amplificador operacional JFET para disminuir su distorsión.

## Impedancia de entrada

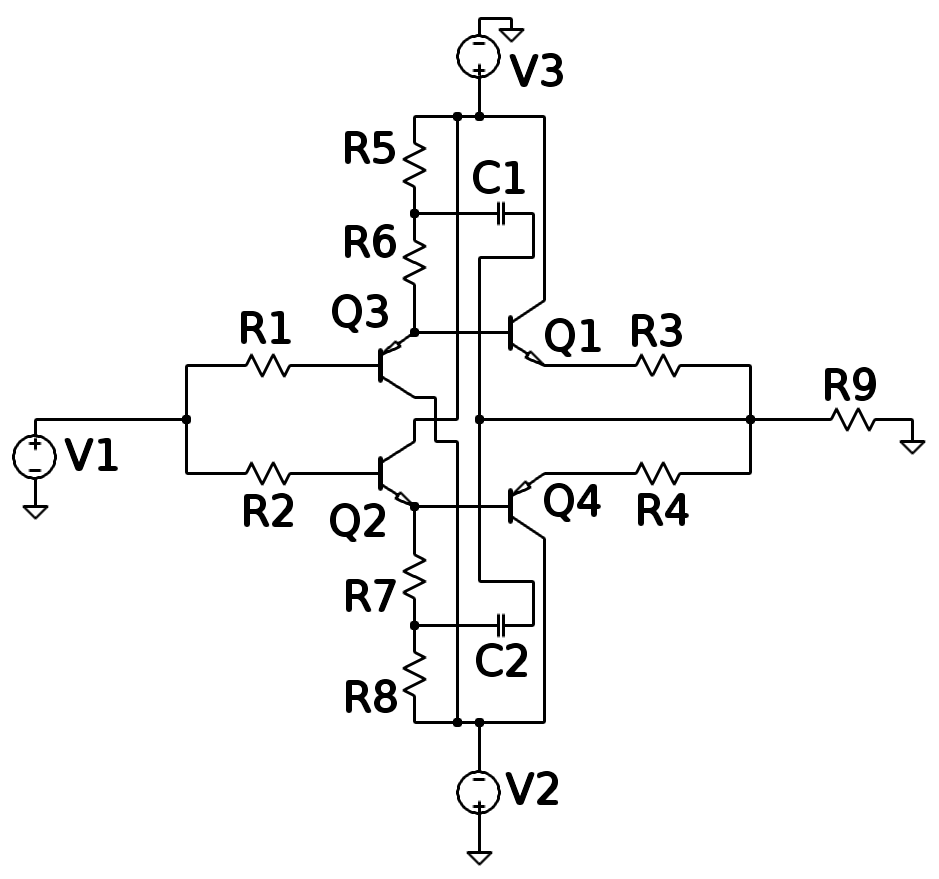
Condensadores de arranque C1 y C2 en un circuito seguidor de emisor BJT

En los diseños de circuitos analógicos, un circuito bootstrap es una disposición de componentes deliberadamente destinado a alterar la impedancia de entrada de un circuito. Por lo general, está destinado a aumentar la impedancia mediante el uso de una pequeña cantidad de realimentación positiva, generalmente en dos etapas. Esto a menudo era necesario en los primeros días de los transistores bipolares, que intrínsecamente tienen una impedancia de entrada bastante baja. Debido a que la retroalimentación es positiva, dichos circuitos pueden sufrir una estabilidad y un rendimiento de ruido deficientes en comparación a los que no se aplica el bootstrapping.
La retroalimentación negativa se puede utilizar alternativamente para hacer un bootstrap a la impedancia de entrada, lo que hace que se reduzca la impedancia aparente. Sin embargo, esto rara vez se hace de forma deliberada y normalmente es un resultado no deseado de un diseño de circuito en particular. Un ejemplo bien conocido de esto es el efecto Miller, en el que una capacitancia de retroalimentación inevitable, parece incrementada (es decir, su impedancia aparece reducida) por retroalimentación negativa. Un caso popular en el que esto se hace deliberadamente es la técnica de compensación de Miller para proporcionar un polo de baja frecuencia dentro de un circuito integrado. Para minimizar el tamaño del condensador necesario, se coloca entre la entrada y una salida que oscila en la dirección opuesta. Este arranque hace que actúe como un condensador más grande a tierra.

## Conducción de transistores MOS
Un  N-MOSFET/IGTB necesita una carga significativamente positiva (VGS > Vth) aplicada a la puerta para encenderse. Usar solo dispositivos MOSFET/IGTB de canal N es un método común de reducción del tamaño de la matriz (también hay otros beneficios). Sin embargo, el uso de dispositivos nMOS en lugar de dispositivos pMOS significa que se necesita un voltaje más alto que la fuente de alimentación de riel (V+) para polarizar el transistor en operación lineal (limitación de corriente mínima) y así evitar una pérdida de calor significativa.
Un capacitor de bootstrap está conectado desde el riel de suministro (V+) al voltaje de salida. Por lo general, el terminal de fuente del N-MOSFET está conectado al cátodo de un diodo de recirculación, lo que permite una gestión eficiente de la energía almacenada en la carga típicamente inductiva (Ver diodo Flyback). Debido a las características de almacenamiento de carga de un condensador, el voltaje de bootstrap se elevará por encima de (V+) proporcionando el voltaje de activación de puerta necesario. 
Un circuito bootstrap que se usa a menudo en cada medio puente de un puente H totalmente N-MOSFET. Cuando el N-FET del lado bajo está encendido, la corriente del riel de alimentación (V +) fluye a través del diodo de bootstrap y carga el capacitor de bootstrap a través del N-FET del lado bajo. Cuando el N-FET del lado bajo se apaga, el lado bajo del capacitor bootstrap permanece conectado a la fuente del N-FET del lado alto, y el capacitor descarga parte de su energía impulsando la puerta del N-FET del lado alto. FET a un voltaje suficientemente por encima de V + para encender completamente el N-FET del lado alto; mientras que el diodo bootstrap bloquea el voltaje por encima de-V + para que no vuelva a la línea de alimentación V +.
Un MOSFET / IGBT es un dispositivo controlado por voltaje que, en teoría, no tendrá ninguna corriente de puerta. Esto hace posible utilizar la carga dentro del condensador para fines de control. Sin embargo, eventualmente el capacitor perderá su carga debido a la corriente de puerta parásita y la resistencia interna no ideal (es decir, finita), por lo que este esquema solo se usa cuando hay un pulso constante presente. Esto se debe a que la acción pulsante permite que el condensador se descargue (al menos parcialmente, si no completamente). La mayoría de los esquemas de control que usan un capacitor de arranque fuerzan el controlador de lado alto (N-MOSFET) apagado por un tiempo mínimo para permitir que el capacitor se vuelva a cargar. Esto significa que el ciclo de trabajo siempre tendrá que ser inferior al 100% para adaptarse a la descarga parásita, a menos que la fuga se solucione de otra manera.